# 1969-es Formula–1 francia nagydíj
Az 1969-es Formula–1 világbajnokság ötödik futama a francia nagydíj volt.

## Futam
Négy év után a francia nagydíj visszatért  Clemont-Ferrand-ba, ahol mindössze 13 autó vett részt. Hiányzott a BRM, miután Tony Rudd távozott a csapattól, az egyetlen nem Cosworth motoros autó Chris Amon Ferrarija volt. Hiányzott Jack Brabham is, aki egy silverstone-i tesztbalesetben eltörte a bokáját. A Lotus benevezte John Miles-t, aki a négykerék hajtású Lotus 63-ast vezette.
Jackie Stewart dominált az időmérő edzésen, közel 2 másodperc előnnyel szerezte meg az első rajtkockát Denny Hulme McLarenje előtt. Jochen Rindt Jacky Ickx Brabhamjével osztozott a második rajtsorban.
Stewart rajt-cél győzelmet aratott, egyedül Hulme tudta üldözni, de a 13. körben ki kellett állnia szerelőihez, mivel első stabilizátora eltört. Ezután Ickx haladt a második helyen, de Jean-Pierre Beltoise nyomás alatt tartotta, és a belga az utolsó körben hibázott. Beltoise második helyével a Matra kettős győzelmet ünnepelhetett a hazai közönség előtt.
Rindt a verseny elején a negyedik helyen haladt, de a nagyon kanyargós pályától rosszul lett és kiállt. A negyedik helyen így Bruce McLaren ért célba, aki hasonló problémával küzdött.
| Helyezés | #  | Versenyző            | Csapat/Motor | Futott körök | Idő/Kiesés oka | Rajthely | Pontszám |
| -------- | -- | -------------------- | ------------ | ------------ | -------------- | -------- | -------- |
| 1        | 2  | Jackie Stewart       | Matra-Ford   | 38           | 1:56:47,4      | 1        | 9        |
| 2        | 7  | Jean-Pierre Beltoise | Matra-Ford   | 38           | + 57,1         | 5        | 6        |
| 3        | 11 | Jacky Ickx           | Brabham-Ford | 38           | + 57,3         | 4        | 4        |
| 4        | 5  | Bruce McLaren        | McLaren-Ford | 37           | + 1 kör        | 7        | 3        |
| 5        | 10 | Vic Elford           | McLaren-Ford | 37           | + 1 kör        | 10       | 2        |
| 6        | 2  | Graham Hill          | Lotus-Ford   | 37           | + 1 kör        | 8        | 1        |
| 7        | 12 | Silvio Moser         | Brabham-Ford | 36           | + 2 kör        | 13       |          |
| 8        | 4  | Denny Hulme          | McLaren-Ford | 35           | + 3 kör        | 2        |          |
| 9        | 3  | Jo Siffert           | Lotus-Ford   | 34           | + 4 kör        | 9        |          |
| Kiesett  | 6  | Chris Amon           | Ferrari      | 30           | Motorhiba      | 6        |          |
| Kiesett  | 15 | Jochen Rindt         | Lotus-Ford   | 22           | Rosszullét     | 3        |          |
| Kiesett  | 9  | Piers Courage        | Brabham-Ford | 21           | Kasztni        | 11       |          |
| Kiesett  | 14 | John Miles           | Lotus-Ford   | 1            | Benzinpumpa    | 12       |          |

## Statisztikák
Vezető helyen:
- Jackie Stewart: 38 (1-38)

Jackie Stewart 9. győzelme, 2. pole-pozíciója, 6. leggyorsabb köre. 1. mesterhármasa (pp, lk, gy)
- Matra 7. győzelme.